# 中山英一
中山 英一（なかやま えいいち、1926年3月26日 - 2010年7月8日）は長野県出身の部落解放運動家。

## 略歴
長野県南佐久郡栄村（現・佐久穂町）の被差別部落に生まれる。父は小作農兼ぞうり売りだった。生家は地元の部落40戸の中で立場も経済力もナンバー2だったという。
小学校に入って間もなく、被差別民としての出自を知る。郷里の小学校を出てから東京の上級校に入ったが、当時は部落出身と知られることを恐れ、当時の苗字（被差別部落に固有の三文字の稀姓）や郷里の住所をたびたび偽っていた。「私は様々な名字を使った。『近衛』と『徳川』は一回だけ使ったが、比較的多用したのは『井出』と『篠原』、これは村の医者の名字で、次いで『倉沢』と『阿部』、これは村長の名字で、三番目は『木内』、『中山』、これは地主の名字であった。これらの名字は私の村では『家柄がいい』と尊称されていたので、それに対する抵抗でもあった」と後年回想している。
1946年、早稲田大学政治経済学部入学。同年、20歳の時、佐野学の『闘争によりて解放へ』を読んで部落民としての自覚に開眼し、松本治一郎の家に下宿して部落解放運動を学ぶ。
かたわら、1948年、差別から逃れるために中山と改姓。中山によると、旧姓は郷里の住職に命名されたもので「厄介な者」の意味をもち、地元では同姓の部落民30軒のうち29軒までが改姓したという。
1949年に大学を終え、1949年から1974年まで部落解放全国委員会（のち部落解放同盟）長野県連書記長を務める。そのほか長野県同和教育推進協議会事務局長、同顧問、全国同和教育研究協議会常任委員などを歴任。また1950年代から1974年まで部落解放同盟中央委員のほか、関東ブロック事務局長を務めた。
早稲田大学や信州大学などで同和問題について特別講義を行う。また1967年から柴田道子を長野県内の被差別部落に案内し『被差別部落の伝承と生活』の執筆を支えた。1973年には朝日新聞長野支局の若宮啓文記者を長野県内の被差別部落に案内し『ルポ・現代の被差別部落』の執筆を支えた。
書記長退任後は、長野県同和教育推進協議会長に就任。人権センターながの代表理事。

## 著書
- 『被差別部落の暮らしから』（朝日選書）
- 『人間の誇りうるとき』（解放出版社）
- 『私を変えた源流』（日本同和新報社）

## 映画出演
- 『英ちゃん 70年目の修学旅行』（人権センターながの）